# Кампонуово (Савона)
Кампонуово је насеље у Италији у округу Савона, региону Лигурија.
Према процени из 2011. у насељу је живело 43 становника. Насеље се налази на надморској висини од 686 м.